# Cornățelu
Cornățelu là một xã thuộc hạt Dâmbovița, România. Dân số thời điểm năm 2002 là 1772 người.